# ランサーズ (クラウドソーシング)
ランサーズ株式会社は、東京都渋谷区に本社を置き、クラウドソーシングサービス「Lancers」の運営を行う日本の企業。

## 概要
個人間や個人法人間で請負業務のマッチングサービスを提供している。また、近年は、地方在住者へのオンラインビジネスマッチングにも取り組んでいる。

## 沿革
- 2008年4月 - 神奈川県川崎市にて、株式会社リート創業[3]
- 2012年5月 - ランサーズ株式会社 に商号変更[1]（※以下、沿革の出典は共通）
- 2013年6月 - 本社を渋谷に移転
- 2014年12月 - KDDI株式会社、株式会社インテリジェンスホールディングス、株式会社コロプラ、グリーベンチャーズ株式会社、株式会社グロービス・キャピタル・パートナーズ、GMO VenturePartners株式会社を割当先とする総額約10億円の第三者割当増資を実施
- 2015年
  - 3月 - 株式会社オプトを割当先とする第三者割当増資を実施
  - 12月 - フィリピンに現地法人「Lancers Phillipines,lnc」設立
- 2016年
  - 4月 - 「新しい働き方LAB」を渋谷に新設
  - 8月 - セガネットワークスと合併会社「クロシードデジタル株式会社」設立
- 2017年
  - 4月 - クオント株式会社を新設分割により設立
  - 11月 - パラフト株式会社（現・ランサーズエージェンシー）を完全子会社化
- 2018年
  - 4月 - クロシードデジタル株式会社に関わる合弁を解消
  - 6月 - クオント株式会社をグリー株式会社に譲渡
- 2019年
  - 5月 - シクロマーケティング株式会社を完全子会社化
  - 12月 - マザーズ上場
- 2020年10月 - グループ会社のシクロマーケティングを吸収合併。イリテク株式会社をグループ会社化

## 事業・サービス
下記のサービス提供・プロジェクト運営を行う。
- ランサーズ - フリーランスタレントプラットフォーム（クラウドソーシング）
- ランサーズプロ - 厳選フリーランスの紹介サービス
- ランサーズエージェント - 常駐可能ITフリーランスの紹介サービス
- ランサーズアウトソーシング - ディレクターへの一括業務委託サービス
- ランサーズアシスタント - オンラインチームによる各種業務代行サービス
- ランサーズエンタープライズ - 社外人材活用ソリューション
- 新しい働き方LAB - 新しい働き方を模索するプロジェクト。全国16カ所での提携コワーキングスペースの提供、『新しい働き方フェス』などのイベント開催などを行っている[5]。

## 地域活性化の取り組み

### さすらいワーク
フリーランスに地方での宿と体験を提供するプロジェクト。富山県は「お試し移住のさらにお試し版」と表現する。恊働自治体は下記9市区町村である（2021年4月時点）。
- 宮城県女川町
- 富山県南砺市
- 岩手県八幡平市
- 福岡県柳川市
- 岡山県赤磐市
- 広島県府中市
- 群馬県下仁田町
- 長崎県大村市
- 鹿児島県奄美市

### 各自治体との連携

#### 鹿児島県・奄美市
2015年7月1日に協定を締結。在住フリーランスへの仕事紹介、各種講座の開催などを担う。協定（フリーランスが最も働きやすい島化計画）は20年12月7日、第2ステージに移行。ランサーズ・PIXTA・GMOペパボ・スクーの4社が、第1ステージから引き続き連携している。

#### 栃木県・足利市
市の委託事業として、2015年にNPO法人コムラボと提携し「クラウドソーシング実証事業」を開始。市は報告書で「受講生によるNPO設立などの実績が出た」と報告。21年の活動目標数値を合わせて掲げている。

#### 神奈川県・横須賀市
2015年12月、同市よりクラウドソーシング推進の事業委託を受け、各種のセミナーや講座、講演会などを開催している。市の評価を受けた理由の1つは「発注者の54％が東京、受注者の75％が東京以外」という「地方にいながら東京の仕事を受注できる」点である（数字は報道当時）。

#### 山梨県・小菅村
村とNPO法人多摩源流こすげを含めた三者協定を締結。廃校をコワーキングスペースとし、育児女性の仕事・交流の場として活用している。協定内でランサーズは、各種スキルアップを図るオンライン講座を2016年7月から提供。コワーキングスペースを利用したオンライン講座の開催は、小菅村によれば当時日本初である。同事業は地方創生加速化交付金の対象となっている。

#### 千葉県・南房総市
2015年に連携し、「新しい働き方講座」を開始。2019年2月19日の官邸における「第13回 シェアリングエコノミー検討会議」では、平成28年1期生は約1年で290万円、平成29年2期生は約4カ月で34万円の収入を得たと報告された。

#### 群馬県・桐生市
NPO法人キッズバレイ、スペースマーケットを含めた四社で連携し、シェアリングエコノミーを推進。主に雇用創出を担う。『キッズバレイマイチーム』に各種業務を発注するなどの取り組みを行っている。

#### 北海道・天塩町
2016年11月16日に提携。ICT活用による仕事機会の創出、住民向けスキル向上プログラム実施、チームディレクター育成と、チーム自走の体制づくりなどを担っている。当時副町長（現・余市町長）の齊藤啓輔は「数万円を稼ぎ出す町内女性が出てきた」などの成果を報告している。
2018年4月には、町民保養センター『てしお温泉 夕映』にコワーキングスペース等を新設。「シェアリングエコノミー拠点」とし、在宅ワーカーやフリーランサーの支援強化を開始した。一連の提携は道開発協会も広報している。町が「シェアリングシティ」の認定を受ける際、挙げられた取り組み2例のうち1例はランサーズとの提携である。

#### 岩手県・八幡平市
2016年10月13日より、同市業務委託によるプロジェクト『さすらいワークin八幡平』を実践。同年10月時点での内容は「何泊何人でも、1万円で滞在可」というもの。同様の内容で17年も継続、市がインターネット環境を整えたリゾートマンションを提供するなどしている。

#### 宮城県・女川町
2015年3月より、震災後の雇用・移住者を増やす目的で連携。2016年2月29日には、町・NPO法人アスヘノキボウとの三者協定を締結、『勝手にフリーランス特区』の活動を開始した。
取り組みの一例である「お試し移住プログラム」では5～30日の無料滞在が可能。シェアハウスとコワーキングスペースの貸し出し、現地スタッフによるサポートなどを受けられる。立命館大学准教授の高野剛は、取り組みによる雇用創出の可能性を評価しつつ「倒壊により定住用の住居自体がない」という課題を指摘している。

#### 奈良県・奈良市
2017年1月12日より連携。新しい働き方の支援プロジェクト「なららワーク」を推進している。主な内容は、各種スキルの向上を目指す講座やセミナー等の提供。市在住者限定の案件、女性向けの案件が選定し掲載される『なららワーク特設お仕事サイト』なども立ち上げている。活動開始時、奈良市長の仲川げんは「歴史的な奈良の多様性に沿った働き方の広がり」に期待する旨のコメントを寄せた。

#### 長崎県・西海市
2016年12月26日、西海市と連携し『働き方改革プロジェクト』を開始。市の委託を受け、ポートホールン長崎など市ゆかりの観光地を活用したセミナーを開催。セミナーは『SAICAI ACADEMY（新しい働き方講座）』の名称で、西海市シティマネージャーの宮里賢史らが推進。活動開始にあたり、田中隆一・市長（当時）は、働き方の広がりと雇用創出に期待する旨のコメントを寄せた。19年7月17日開催の『SAIKAI ACADEMY 2019』では市・Google・ランサーズの三者共同によるデジタルマーケティング講座『Grow with Google』が開催された。

### 地方経済団体との連携
2015年10月より、東海地方におけるビジネスサポートセンター3拠点と連携。愛知県の岡崎ビジネスサポートセンター『OKa-Biz』（オカビズ）、岐阜県の関市ビジネスサポートセンター『Seki-Biz』（セキビズ）、大垣ビジネスサポートセンター『Gaki-Biz』（ガキビズ）の3拠点である。連携でランサーズが担う業務は「クラウドソーシング活用の周知・啓蒙向けセミナー」「スタッフ研修」など。
2020年10月15日には、3センターとの恊働で「社外人材活用促進プロジェクト」を開始。オカビズ・セキビズ・ガキビズのいずれかが支援する事業者であれば、有料サービスのオプション付与や紹介手数料割引などの特典を受けられる。

## 社会的取り組み

### 障がい者版クラウドソーシングとの連携
2019年12月20日より、障がい者版クラウドソーシング『チャレンジドメイン』（佐藤仙務・創業）と連携。ランサーズはオンラインでの雇用機会とノウハウの提供を行う。両者の連携によるサービスは、豊田自動織機や同社のグループ企業などが利用。連携は日本筋ジストロフィー協会も報じた。

### シングルマザー就労支援プログラム
2021年4月5日、グラミン日本、日本シングルマザー支援協会と提携し、シングルマザーの自立支援を開始。ビジネススキル・セルフブランディングなどの講座、メンタリングの提供を担う。

## 批判と対応

### 労働力の買い叩き
ランサーズを含めたクラウドソーシングでは、従来「労働力の買い叩き」が問題視されている。ランサーズに対する固有の批判事例としては、フリーライターのヨッピーとはてなブログによるコラボ企画で、14年8月22日に公開された記事があげられる。この記事中でヨッピーは、相場より著しく単価の低い案件が、ランサーズの公式メルマガで「編集部オススメのお仕事情報」として紹介されていたことを問題視。ランサーズ側に、労働力の買い叩きを規制する意識がない可能性を指摘した。この件について、約5年後の2019年6月20日、ヨッピーとランサーズ代表の秋好が、はてなの公式メディア上での対談を行っている。

### キュレーションサイト問題
2016年にキュレーションサイトの低品質化が社会問題となった。この問題について「ランサーズを含めたクラウドソーシングが原因の一端を担っている」とする匿名ライター氏の声を、2社が報道した。報道に関し、ランサーズ固有の論点は2つある。①ランサーズは『WELQ』のディレクションを担当していたか、②報道で匿名のライター氏が批判したディレクターは、ランサーズ社内の人物であるか、の2点である。
1. 『WELQ』のディレクションを、ランサーズが行っていたかについては明確ではない、(1) ライター氏は「ランサーズのディレクション」と主張、(2) ランサーズは否定、(3) DeNAは回答を控えた、(4) 東洋経済はランサーズの主張を認めて記載、(5)ねとらぼは双方の主張を併記している、という状態である[60][61]。
2. ライター氏は、ランサーズ経由でキュレーションサイトの記事執筆を請け負った[61]。その際、業務管理を担当したディレクターの姿勢について、問題点を指摘。「質問の返事が来ない、返事が遅れたことを詫びない」などのケースが多く見られたという[62]。このディレクターが、ランサーズ社内の人物であるかは定かでない[注釈 1]。

一連の騒動を受け、ランサーズは仕事依頼時のガイドラインを設置。リライト案件を発注する際、発注者がランサーズのガイドラインに同意する必要があるシステムを整備した。

### 保守系の仕事依頼について
2017年9月24日、ランサーズ上で「政治系サイトのコメント欄への書き込み。保守系の思想を持っている方」という依頼が掲載された。この依頼は、2日後の9月26日には閲覧制限がかかったことを、報道を行ったキャリコネニュースの記者自身が確認し、追記している。閲覧制限から約1カ月後の10月27日、ランサーズは「政治系記事案件の掲載中断」をアナウンスした。

### 内閣府との関係について
2020年2月25日、社長の秋好、金丸恭文フューチャー会長兼社長、菅谷俊二オプティム社長の3名が首相官邸に招かれ、安倍晋三首相（当時）と会食を行った。この会食を受け、内閣のコロナ対策に関して「ランサーズがネット工作をしているのではないか」という疑惑が流れた。
この際、公式サイト上の主要取引先の一覧から「内閣府」の名称が消えていると、SNS等で指摘された。この点について事実を整理すると、①ランサーズは「2019年8月末に『取引先』を削除している」とアナウンス、②BuzzFeed Newsは「HPに『25日時点で内閣府の文字があった』は誤り」と、記事タイトルで明記し報道、③J-CASTニュースは断定しない立場で報道、という状態である。なお、ランサーズによれば内閣府との取引は、2015年に開催されたロゴコンペのみである。